# Departamento de Belén
Departamento de Belén är en kommun i Argentina.   Den ligger i provinsen Catamarca, i den norra delen av landet, 1 200 km nordväst om huvudstaden Buenos Aires.
Omgivningarna runt Departamento de Belén är i huvudsak ett öppet busklandskap. Runt Departamento de Belén är det mycket glesbefolkat, med 2 invånare per kvadratkilometer.